# Junior Seau
Tiaina Baul Seau Jr., detto Junior (San Diego, 19 gennaio 1969 – Oceanside, 2 maggio 2012), è stato un giocatore di football americano statunitense nel ruolo di linebacker nella National Football League (NFL) che trascese il suo sport per diventare un'icona sportiva dell'area di San Diego. Conosciuto per il suo stile di gioco appassionato, fu inserito 10 volte nella formazione ideale della stagione All-Pro, fu convocato 12 volte per il Pro Bowl ed inserito nella formazione ideale della NFL degli anni 1990. È stato inserito nella Pro Football Hall of Fame nel 2015.
Di discendenza samoana, Seau al college giocò a football alla University of Southern California. Fu scelto dai San Diego Chargers come quinta scelta assoluta del Draft NFL 1990. Seau rimase coi Chargers per 13 stagioni prima di essere scambiato Miami Dolphins, dove trascorse tre anni, prima di giocare le ultime quattro stagioni della carriera coi New England Patriots.
Seau si ritirò dal football professionistico nel 2010. Una colonna dell'unica partecipazione di San Diego al Super Bowl, fu successivamente indotto nell'Hall of Fame dei Chargers che ritirarono il suo numero 55. Seau si suicidò con un colpo di pistola al petto nel 2012 all'età di 43 anni.

## Carriera professionistica

### San Diego Chargers

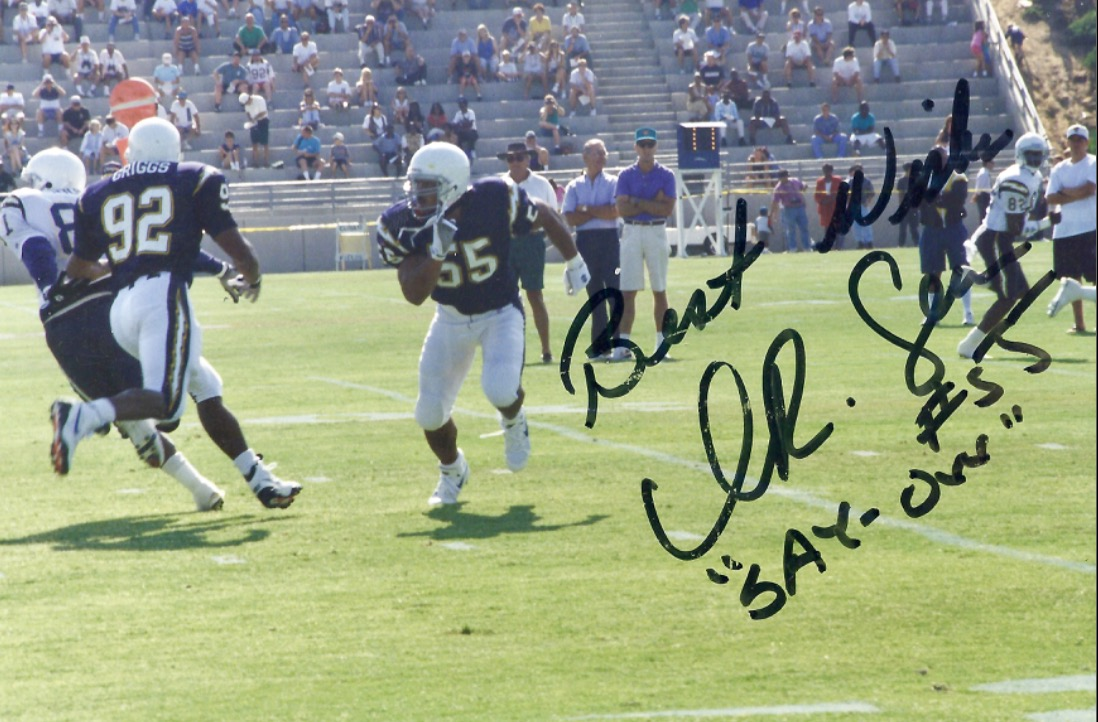
Seau nel training camp 1994

Dopo tre anni coi Trojans di USC, Seau fu scelto come quinto assoluto nel Draft 1990 dai Chargers di Bobby Beathard. Seau divenne velocemente uno dei giocatori più popolari dei Chargers, ricevendo il soprannome di "Tasmanian Devil" (Diavolo della Tasmania), per le caratteristiche abitudini selvagge del personaggio animato dei Looney Tunes. Egli divenne il volto della franchigia dei Chargers ed un'icona sportiva della città di San Diego.
Seau giocò come titolare 15 delle 16 gare disputate nella sua stagione da rookie e fu nominato prima riserva per il Pro Bowl del 1991 dopo aver messo a segno 85 tackle. Nel 1991, egli fece registrare 129 tackle e 7 sack, venendo convocato per il suo primo Pro Bowl, la prima di 12 selezioni consecutive. Egli giocò sempre un minimo di 13 gare stagionali da titolare nelle successive 11 stagioni, mettendo a segno un record in carriera di 155 tackle nel 1994. Quell'anno, Seau fu parte dell'unica apparizione dei Chargers al Super Bowl XXIX. In una delle migliori gare della sua carriera, egli mise a segno 16 tackle nella finale dell'AFC malgrado giocasse con un problema a un nervo del collo, garantendo la vittoria 17–13 sui Pittsburgh Steelers. Nel 2002, il suo ultimo anno coi Chargers, fece registrare l'allora minimo in carriera di 84 tackle e fu costretto a saltare il suo ultimo Pro Bowl a causa di un infortunio alla caviglia.

### Miami Dolphins
Il 16 aprile 2003, Seau fu scambiato coi Miami Dolphins in cambio di una scelta del draft da definire. Disputò 15 gare da titolare, coi Dolphins che terminarono la stagione con un record di 10–6 e Seau si dimostrò uno dei loro migliori giocatori in difesa. Nel 2004, uno strappo al muscolo pettorale permise a Seau di giocare solo otto gare, con 68 tackle e un sack. Partì come titolare in cinque di quelle otto gare dei Dolphins nel 2005 ma fu messo in lista infortunati il 24 novembre a causa di un infortunio al tendine d'Achille. Il 6 marzo 2006, Seau fu svincolato dai Dolphins.

### Primo ritiro
Seau annunciò il suo ritiro in un'intensa conferenza stampa il 16 agosto 2006, dopo aver firmato un contratto di un giorno coi Chargers. Egli la chiamò la sua "laurea", perché non avrebbe smesso di lavorare. Egli affermò fosse il momento di passare a una nuova fase della sua vita.

### New England Patriots

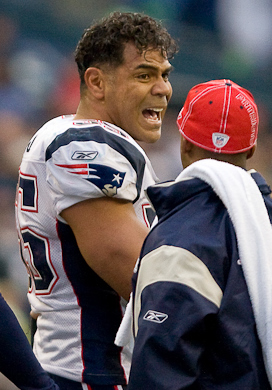
Seau con la maglia dei Patriots.

Seau ritornò al football solo quattro giorni dopo, firmando coi New England Patriots.  Giocò come titolare 10 delle sue prime 11 partite coi Patriots, registrando 69 tackle prima di rompersi il braccio destro nel tentativo di mettere a segno un tackle in una gara contro i Chicago Bears. Fu messo in lista infortunati il 27 novembre.
Il 21 maggio 2007, Seau rifirmò coi New England Patriots per la stagione 2007. Nel settembre 2007, Seau fu nominato uno dei sette capitani dei Patriot s. Egli diede un grande contributo nel permettere ai Patriots di concludere la stagione imbattuti quell'anno. Egli partì come titolare in 4 delle 16 gare di stagione regolare disputate nel 2007 oltre alle due gare di playoff dei Patriots prima del Super Bowl XLII perso contro i New York Giants, con cui si concluse la striscia di imbattibilità dei Patriots.
Dopo che i Patriots subirono diversi infortuni, essi rifirmarono Seau. Questi partì come titolare in due delle quattro gare disputate. Il 22 dicembre 2008, un tifoso fu arrestato per essere entrato in campo tentando di colpire Seau mentre si trovava a bordo campo nella partita tra New England e Arizona Cardinals. Il giocatore affermò di non essersi spaventato alla vista del fan e che pensava che questi fosse felice ed eccitato venendo portato via.
Il 7 ottobre 2009, NFL Network riportò che i New England Patriots avevano un "principio di accordo" con Seau per un quarto contratto annuale; Seau svolse i test fisici e si allenò con la squadra, firmando ufficialmente il 13 ottobre. Disputò sette gare coi Patriots nel 2009, mettendo a segno 14 tackle come LB di riserva.

### Secondo ritiro
Seau annunciò la sua decisione di ritirarsi una seconda volta nel corso del programma televisivo Inside the NFL il 13 gennaio 2010, anche se non si ritirò mai ufficialmente dal football professionistico.

## Palmarès

### Franchigia
- American Football Conference Championship: 2

San Diego Chargers: 1994
New England Patriots: 2007

### Individuale
- Convocazioni al Pro Bowl: 12

1991, 1992, 1993, 1994, 1995, 1996, 1997, 1998, 1999, 2000, 2001, 2002
- First team All-Pro: 8

1991, 1992, 1993, 1994, 1995, 1996, 1998, 2000
- Second-team All-Pro: 2

1997, 1999
- Lineabacker dell'anno - 2003
- Walter Payton NFL Man of the Year Award - 1994
- Formazione ideale della NFL degli anni 1990
- Formazione ideale del 100º anniversario della NFL
- Numero 55 ritirato dai San Diego Chargers
- San Diego Chargers Hall of Fame
- Formazione ideale del 50º anniversario dei San Diego Chargers
- Pro Football Hall of Fame (classe del 2015)